# D & B Films
D & B Films Co., Ltd. (德寶電影公司 | cantonés: Dak Bou Din Yeng Gung Si | literalmente: Compañía Cinematográfica Turbo) era una productora de cine china, fundada en Hong Kong en 1983 por Dickson Poon.  

## Origen de la compañía
La empresa fue creada en la búsqueda de canales de distribución fuera de los circuitos Shaw Bros. y Golden Harvest. Poon firmó un acuerdo con la estrella de cine Sammo Hung, propietario de Bo Ho Films Co., Ltd., una compañía independiente que distribuía a través de Golden Harvest. Hung deseaba un mayor porcentaje de beneficios sobre sus películas, por lo que decidió asociarse a Poon, aunque nunca llegó a desvincularse de Golden Harvest, produciendo también una serie de películas para esta distribuidora al mismo tiempo que surtía a D & B. El tercer fundador de la compañía fue John Shum, un popular presentador de radio y televisión.   
Las primeras películas de la nueva empresa, distribuidas a través del nuevo circuito "Dickson", y que eran esencialmente comedias de acción, The Return of Pom Pom, Hong Kong 1941 y Dos gangsters en apuros, estrenadas entre el verano y finales de 1984, tuvieron bastante éxito y afianzaron la fórmula de la compañía.      

## Los años dorados
Los buenos resultados en taquilla de los primeros films se tradujeron en mayores presupuestos y mejores exportaciones. Pronto el equipo de Poon se reveló también muy dotado para cazar nuevos talentos. La primera estrella creada directamente por la compañía fue "Miss Malasia" Michelle Yeoh (entonces bautizada internacionalmente como Michelle Khan) en 1984, que protagonizó cinco films de D& B hasta 1987, además de contraer matrimonio con Poon en 1988 para retirarse del cine hasta su divorcio en 1992. 
Otra estrella femenina del género de acción "descubierta" por Poon fue la taiwanesa Yang Li Ching (Cynthia Khan), que intervino en ocho films entre 1988 y 1991. 
D & B reclutó también a populares estrellas ya consagradas como el cantante George Lam o la pareja cómica formada por Bill Tung y Lydia Shum, que protagonizó la popular serie cinematográfica de It's a Mad Mad Mad World (1987-92).  
Entre los nuevos realizadores a los que D & B afianzó en el mundo de cine cabe destacar a Stephen Shin y David Chung. Shin terminó obteniendo una posición destacada en la compañía como coproductor a partir de 1988.

## El fin de una era
Shum, que se había hecho muy popular por su papel de "Beethoven" en la serie cinematográfica de Pom Pom, abandonó la compañía en 1988 para centrarse en su propia productora, Maverick Film Ltd., y Hung también fue espaciando paulatinamente cada vez más sus aportaciones a la compañía para centrarse en su nueva productora Bojon Films Co., Ltd. en 1989.   
Incapaz de competir ya contra los circuitos mayoritarios, D & B paralizó completamente sus actividades de producción y distribución cinematográfica en 1992.